# Thomas Hill Green
Thomas Hill Green (7. duben 1836, Birkin (Yorkshire) – 26. březen 1882, Oxford) byl anglický novokantovský a novohegelovský politický filosof a liberální reformátor. Z těchto pozic odmítal a kritizoval v Anglii zdomácnělý empirismus a pozitivismus. Od roku 1878 byl profesorem morální filosofie v Oxfordu.
Nad člověkem je Bůh jako „věčné sebe-vědomí“, „věčný, sebediferencující a sebeidentifikující subjekt“. To on dosahuje poznání, kdežto člověk je jen manifestací tohoto všeobecného vědomí. Na druhou stranu tvrdil, že člověk přitom zůstává svobodný. V politické filosofii zůstal liberálem, byť se snažil liberalismus upravit dle východisek německého idealismu.

## Politická filosofie
V politické filosofii se snažil liberalismus očistit od utilitarismu a ideologie „laissez faire“. Odmítal, že by se lidé jen poddávali touhám a vášním, a podle toho je třeba společnost uspořádat. Věřil, že v lidském jednání hraje mnohem větší roli vůle a svobodná volba. Podle Greena lidé nehledají až tolik uspokojení, spíše se snaží uskutečňovat představu, jakou o sobě mají – a její součástí je i idea dobra.
Kritizoval, že staré pojetí liberalismu nedávalo prostor politickým a mravním zásadám. Příkladem neúnosného utilitarismu pro něj byla britská podpora Konfederace v americké občanské válce.
Liberalismus podle Greena musí také podporovat rozšíření volebního práva, vzdělání a sociálního zákonodárství. Pokud totiž současné uspořádání společnosti brzdí morální rozvoj nějaké třídy, musí být společenský řád reformován. Proto za úkol státu považoval třeba i omezení konzumace alkoholu, ale zároveň hájil tradiční liberální názor, že by měly existovat jen takové zákony, které jsou pro existenci společnosti nezbytné a mělo by jich být co nejméně. Stejně tak přijímal soukromé vlastnictví jako nezbytný prostředek individuálního rozvoje. Svoboda nakládat se soukromým majetkem však není absolutní hodnotou, ale pouze prostředkem k nejvyššímu cíli: „uvolnění potenciálu všech lidí přispívat ke společnému dobru“. Popíral také, že by za chudobu a nezaměstnanost mohla kapitalistická společnost.
Vystupoval proti přílišnému individualismu a vyzdvihoval možnost nalézat společné cíle pro společnou politickou akci. Na druhou stranu k seberealizaci může dle Greena člověk dospět jen uvnitř sebe sama.
Jeho myšlenky měly v britské politice dlouhodobý vliv.